# Côông jezik
Côông jezik (ISO 639-3: cnc; khoong, “xa coong”, “xa xam”, “xa xeng”), sinotibetski jezik iz Vijetnama kojim govori 2 000 ljudi (2002 J. Edmondson) u vijetnamskoj provinciji Lai Chau. Govori se u četiri sela, to su Ban Nam Luong u Xa Can Ho, Bo Lech u Xa Can Ho, Nam Kha Co u Ban Bo i Muong Tong u Nam Ke blizu laoske granice.
Côông pripada u južne lolo jezike, podskupini phunoi.

## Vanjske poveznice
- Ethnologue (14th)
- Ethnologue (15th)
- The Côông Language